# Johannes Bitter
Johannes Bitter (født 2. september 1982 i Oldenburg) er en tysk håndboldspiller, der spiller for den tyske Bundesligaklub Handball Sport Verein Hamburg. Han vendte tilbage fra TVB Stuttgart, hvor han spillede i 5 år. Hans første ophold i Hamborg startede 2007 fra ligarivalerne SC Magdeburg, med hvem han vandt EHF Cuppen i sin sidste sæson.

## Landshold
Bitter debuterede på det tyske landshold i 2002, og har i sin karriere spillet over 80 landskampe. Han var blandt andet med til at vinde VM-guld i 2007. Desuden deltog han ved EM i 2008, hvor han i semfinalen mod Danmark med flere store redninger var med til at holde tyskerne inde i kampen til de sidste sekunder.

## Anden karriere
Bitter har været håndboldkommentator både for DAZN og for ARD, sidst ved EM i herrehåndbold 2024.

## Eksterne links
- Wikimedia Commons har flere filer relateret til Johannes Bitter
- Johannes Bitters hjemmeside